# Пилао Аркадо
Пилао Аркадо (на португалски: Pilão Arcado) е град и община в Източна Бразилия, щат Баия, мезорегион Вали Сао-Франсискану да Баия, микрорегион Жуазейро. Според Бразилския институт по география и статистика през 2010 г. общината има 32 860 жители.